# Rodrigo Phavanello
Rodrigo Phavanello (Campinas, 14 de dezembro de 1976) é um ator e cantor brasileiro. Conhecido nacionalmente por interpretar o bondoso Roberval em Alma Gêmea, o atrapalhado Arnaldo em O Profeta, o sedutor Adriano em Sete Pecados e o galante radialista Plínio Policarpo em Balacobaco.

## Carreira
Em 1995, Rodrigo começou a carreira como cantor na boy band Dominó, onde permaneceu por seis anos e gravou três discos. Em 1999 e 2001, posou nu para a revista masculina G Magazine. Estreou em novelas em 2005 em Alma Gêmea na qual lhe rendeu uma indicação de Melhor Ator Revelação no Prêmio Qualidade Brasil, como Roberval, um rapaz pobre que aceita casar com uma mulher que terá o filho de outro e acaba sendo herdeiro de um fazendeiro rico. Em 2006 atuou na novela O Profeta, onde despontou de enorme sucesso, no papel do tímido Arnaldo, fazendo par romântico com Fernanda Souza. Em 2007 na novela Sete Pecados, como o sedutor DJ Adriano, ao lado de Cláudia Jimenez.
Em junho de 2009 assinou contrato com a Rede Record e no ano seguinte atuou em Ribeirão do Tempo. Em 2012, participou da minissérie Rei Davi e da novela Balacobaco, de Gisele Joras. Em 2014 foi anunciado na telenovela Vitória. Em 2016, interpretou Gibar na novela A Terra Prometida. Atualmente Rodrigo está na África, gravando a telenovela Mahinga transmitida pela DsTV Europa.

## Filmografia

### Televisão
| Ano  | Título            | Personagem                                    | Notas                                      |
| ---- | ----------------- | --------------------------------------------- | ------------------------------------------ |
| 2002 | SPA TV Fantasia   | Luizinho                                      | Episódio: "Os Filhos de Meire" - TV Gazeta |
| 2005 | Alma Gêmea        | Roberval da Silva/Roberval dantas de Carvalho |                                            |
| 2006 | O Profeta         | Arnaldo de Almeida Santos                     |                                            |
| 2007 | Sete Pecados      | Adriano Verona                                |                                            |
| 2008 | Casos e Acasos    | Fábio Kiusa                                   | Episódio: "O Bombeiro, o Furto e a Foto"   |
| 2010 | Ribeirão do Tempo | Sílvio Braga                                  |                                            |
| 2012 | Rei Davi          | Eliabe                                        |                                            |
| 2012 | Balacobaco        | Plínio Policarpo                              |                                            |
| 2014 | Milagres de Jesus | Chaim                                         | Episódio: "A Cura da Mão Ressequida"       |
| 2014 | Vitória           | Rafael Lemos                                  |                                            |
| 2016 | A Terra Prometida | Gibar                                         |                                            |
| 2018 | Belaventura       | Príncipe Michel Berga                         | Episódios: "4–9 de janeiro"                |
| 2019 | A Fazenda         | Participante (4º lugar)                       | Temporada 11                               |
| 2021 | Genêsis           | Yafeu                                         | Fase "Jornada de Abraão"                   |
| 2023 | Mahinga           | Samuel (Sam)                                  | Telenovela transmitida pela DsTV África    |

## Discografia
| Ano  | Título do Album |
| ---- | --------------- |
| 1995 | Provocante      |
| 1997 | Comvido!        |
| 1998 | Give Me Love    |

Com Douglas Sampaio e Phavanello
2016 - Bora Começar